# Erinnyis ello
Erinnyis ello, hay Ello Sphinx, là một loài bướm đêm thuộc họ Sphingidae. Chúng phân bố từ Argentina, qua Trung Mỹ, và về phía bắc đến Nevada. Ấu trùng ăn các loại cây chủ sau:
- Papaya (Carica papaya) trong họ Caricaceae
- Poinsettia (Euphorbia pulcherrima) trong họ Euphorbiaceae
- Guava (Psidium spp.) in the Myrtaceae
- Saffron Plum (Sideroxylon celastrinum) trong họ Sapotaceae
- Mandioca (Manihot esculenta) trong họ Euphorbiaceae

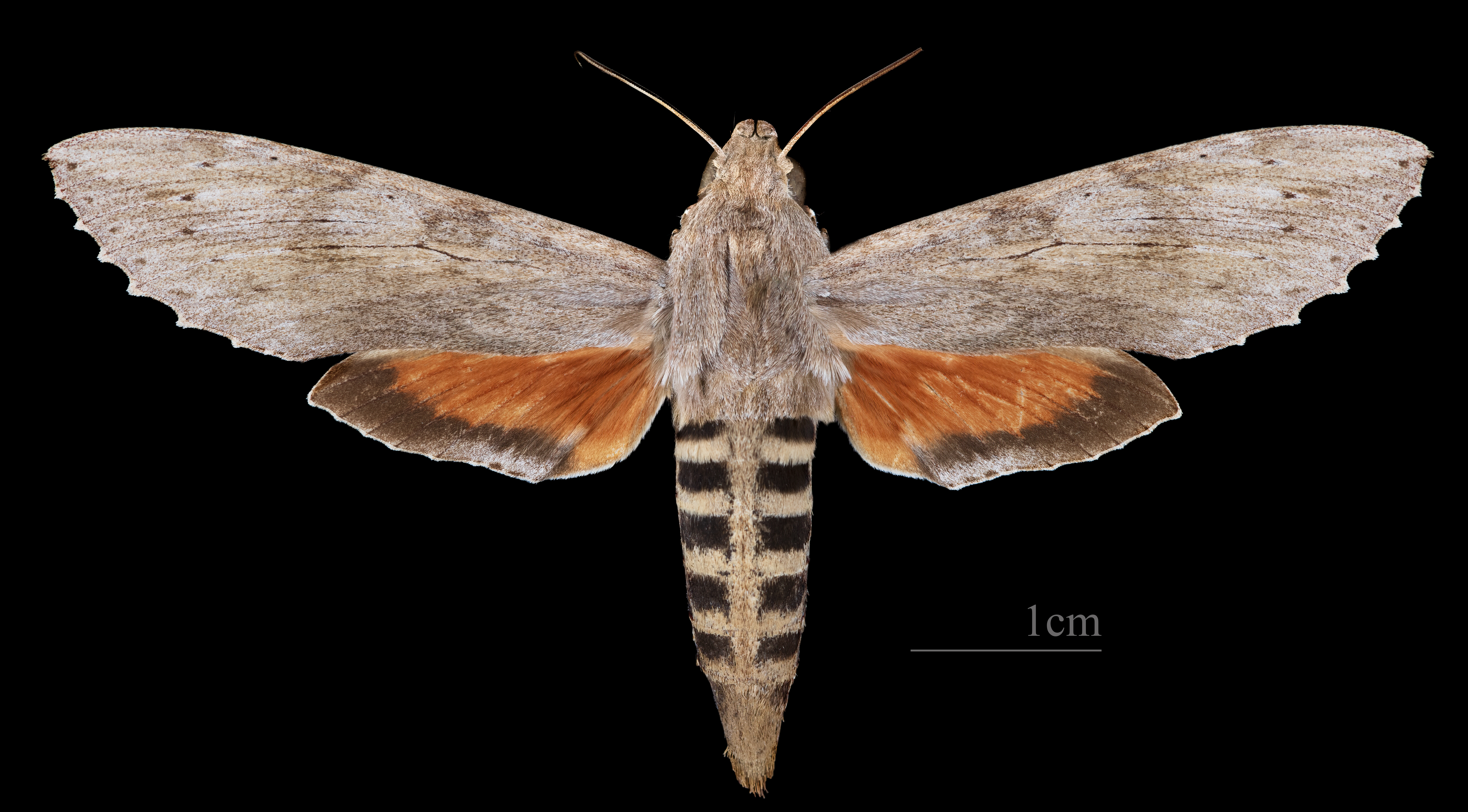
Erinnyis ello ello ♀
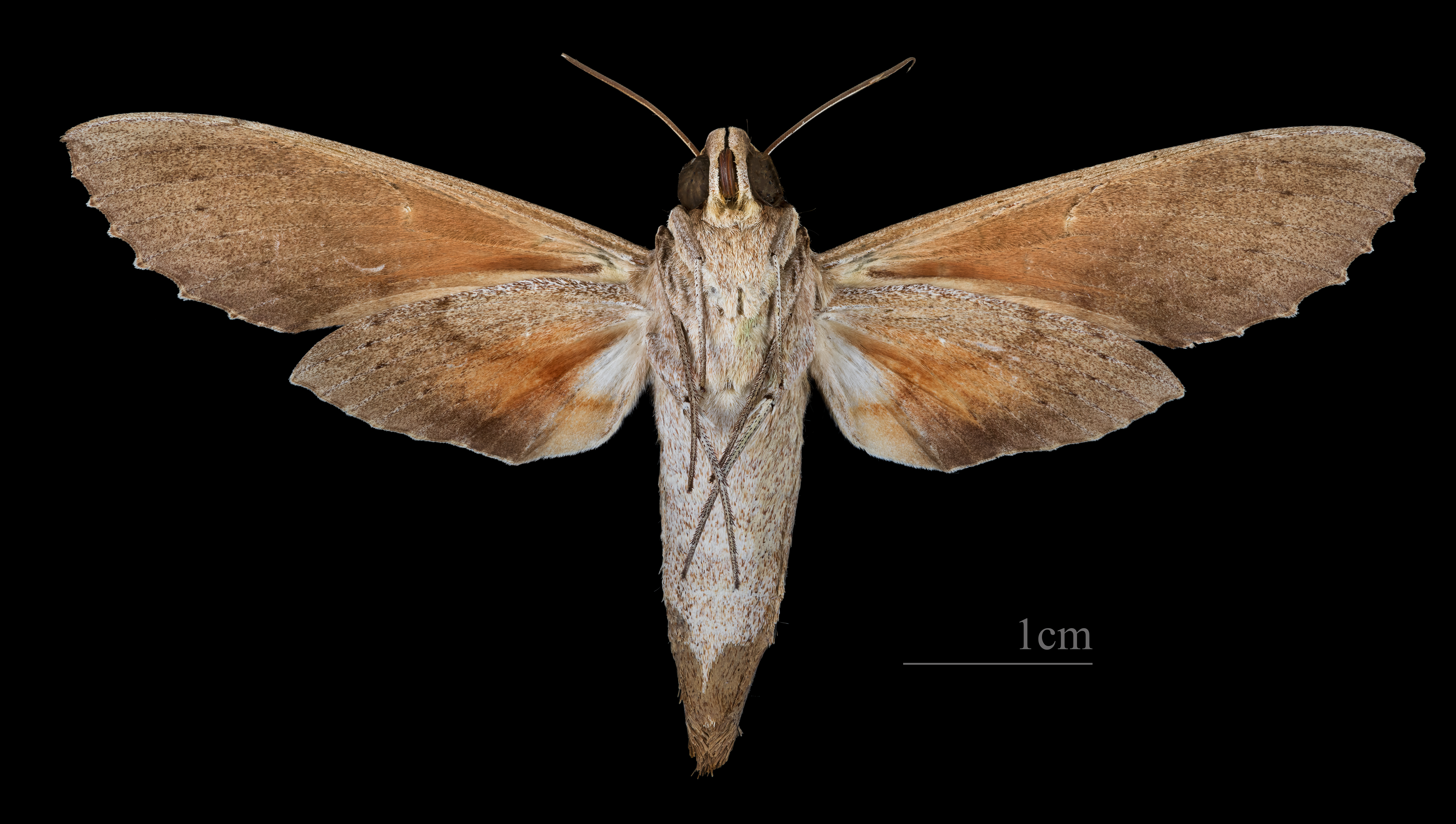
Erinnyis ello ello ♀ △

## Phụ loài
- Erinnyis ello ello
- Erinnyis ello encantada Kernbach, 1962

Erinnyis ello encantada ♂
Erinnyis ello encantada ♂ △
'Erinnyis ello encantada ♀
'Erinnyis ello encantada ♀ △

## Hình ảnh

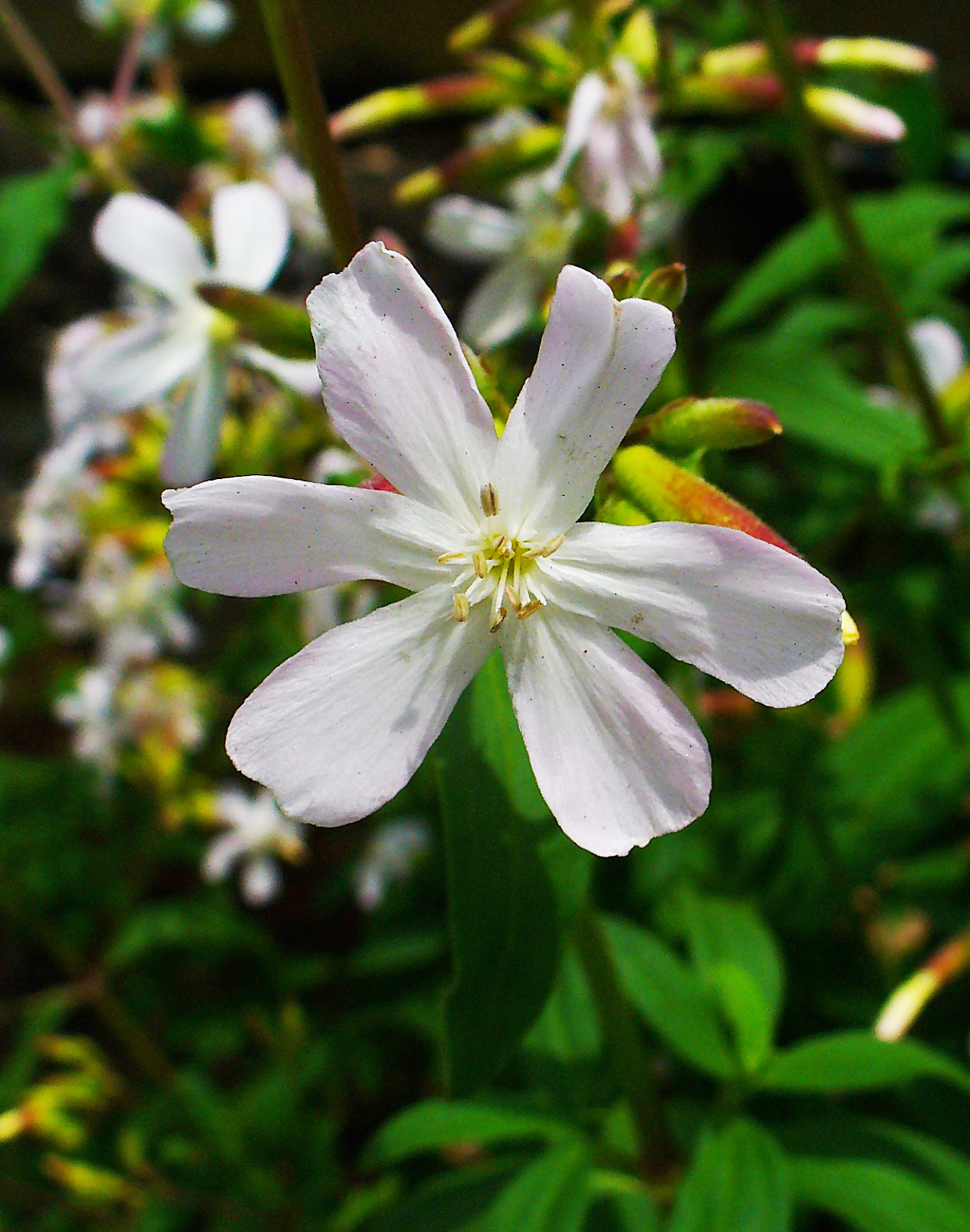